# Burg Karpień

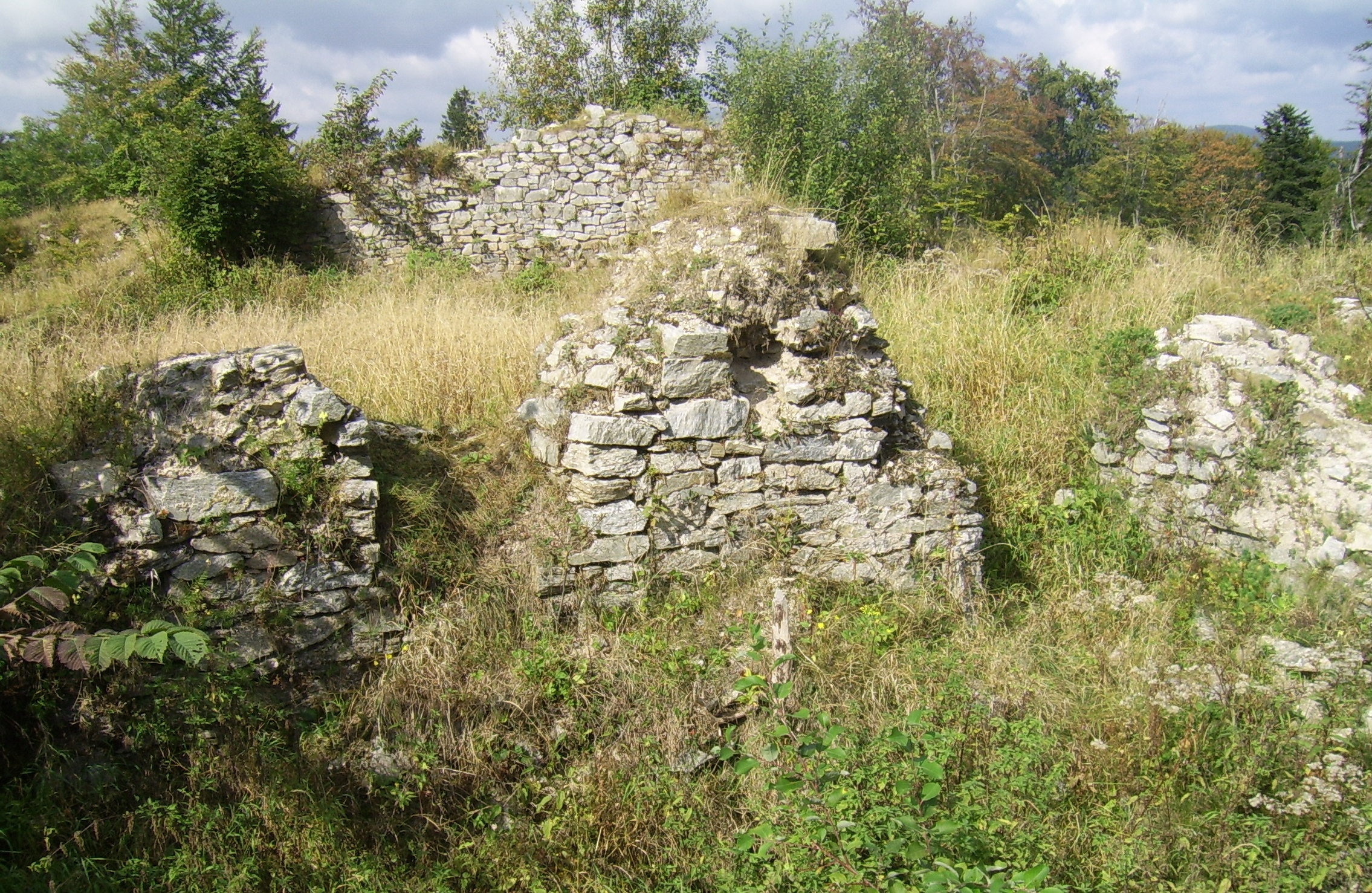
Burgruine Karpenstein

Die Ruine der Burg Karpenstein (polnisch Zamek Karpień) liegt im Powiat Kłodzki im Reichensteiner Gebirge in Polen. Das Gebiet gehört zur Gemeinde Lądek-Zdrój (Bad Landeck). Unterhalb der Burg wurde 1571–1578 das Dorf Karpenstein angelegt, das zunächst als „Kratzdorf“ bezeichnet wurde.

## Burg Karpenstein

A – Innenhof
B – Burghof
S – Stallungen
W – Turm
1 – Donjon
2 – Waschraum
3 – Küche
4 – Speisen-Vorratskeller

Die Burg wurde als ein befestigter Rittersitz zur Sicherung der böhmischen Landesgrenze gegenüber dem Fürstentum Neisse errichtet und 1346 erstmals erwähnt. Sie war Hauptsitz der gleichnamigen Herrschaft und diente dem Schutz einer alten Handelsstraße, die von Mähren über den Platzenberger Pass (tschechisch Kladské sedlo) in das zum Königreich Böhmen gehörende Glatzer Land führte und für die von den Burgherren Zoll erhoben wurde. Der Name der Burg geht auf die Familie von Glubos zurück, die bis 1351 im Besitz der Herrschaft Karpenstein war und deren Familienwappen einen goldenen Karpfen auf blauem Grund zeigte.
Die Burg lag in 776 m Höhe auf einem nach drei Seiten steil abfallenden Ausläufer des Ringelsteins. An der westlichen Seite wurde zum Schutz der Burg ein tiefer Wallgraben angelegt. Der Zugang der Burg erfolgte durch das Burgtor im Norden der Anlage. Die Stallungen sowie die Räume für die Besatzung und das Gesinde lagen außerhalb der eigentlichen Burg. Die gesamte Burganlage war etwa 70 m breit und etwa 30 m breit. 1428 wurde die Burg von den Hussiten beschädigt.
Während der Herrschaft des Hynek Kruschina von Lichtenburg wurden auf der Burg Verschleppte gefangen gehalten. Zudem unternahm Hynek von hier aus räuberische Überfälle und Plünderungen ins bischöfliche Fürstentum Neisse. Deshalb wurde die Burg am 15. und 16. Juni 1443 vom Breslauer Bischof Konrad von Oels und dessen verbündeten schlesischen Fürsten erobert und zerstört. Danach wurde sie nicht wieder aufgebaut. Die Ruine gelangte 1684 an die Stadt Landeck, der seit Anfang des 16. Jahrhunderts schon der unterhalb der Burg liegende Wald gehörte.
1847 wurden erstmals Grabungen vorgenommen, ab 1882 mehrere Mauern, Gänge und Türöffnungen freigelegt und Münzen, Dolche, Hufeisen u. a. Altertümer gefunden. Die Arbeiten wurden vom Landecker Verschönerungsverein und dem Glatzer Gebirgsverein gefördert, die zudem 1885 neben der Burgruine einen Aussichtsturm errichteten. Die freigelegten Reste der Ruine können besichtigt werden.

## Besitzverhältnisse der Herrschaft Karpenstein
Erster bekannter Besitzer war Thamo von Glubos, der 1337 starb. Ihm folgte sein gleichnamiger Sohn Thamo d. J. († 1345). 1346 belehnte der böhmische König Johann von Luxemburg die Brüder Otto, Reinczko und Nickel von Glubos mit der Burg und der zugehörigen Herrschaft. Wegen Überschuldung gelangte Karpenstein 1352 an Frisco von Talewitz, von dem sie an Mersan von Parchowitz überging. Mit finanzieller Unterstützung der Städte, des Adels und der Ritter erwarb der spätere Kaiser Karl IV. 1353 Burg und Herrschaft zurück und versprach, beides nie wieder von der Krone Böhmen zu trennen. Jedoch schon ein Jahr später verlieh er die Burg mit dem zugehörigen Gut seinem Bruder Johann von Mähren. Dabei bestimmte er, dass Burg und Herrschaft ein untrennbares Erblehen der Krone Böhmen seien und weder Johann noch seine Erben das Gut verkaufen oder verpfänden dürften. Nach Johanns Tod 1378 überließ Karl IV. die Burg und Herrschaft seinem Neffen Jobst von Mähren zum Nießbrauch. Dieser übergab sie 1400 als Lehen an die Brüder Konrad und Eberhard von Nymancz. Vermutlich als erledigtes Lehen fiel die Burg um 1408 an den böhmischen König Wenzel zurück. Für 1412 ist die Familie Schaffgotsch als Besitzer belegt. 1431 übergab König Sigismund die Herrschaft Karpenstein dem Glatzer Landeshauptmann Puta d. J. von Častolowitz zum Genuss, von dem sie nach dessen Tod 1434 an seine Witwe Anna von Kolditz überging. Sie verkaufte ihre Besitzungen 1440 dem böhmischen Adeligen Hynek Kruschina von Lichtenburg, den sie im selben Jahr ehelichte. Als Pfandherr der Grafschaft Glatz war er der letzte Genußinhaber der Herrschaft Karpenstein.

### Burgherren
Karpenstein wurde zumeist von Burgherren verwaltet. Für 1382 ist der Hauptmann Puta der Ältere von Častolowitz als Burgherr nachgewiesen, für 1396 ein Castellan Pertoldus, dem Wolfhard von Rachenau folgte. 1410 war ein Burggraf Nietsche im Amt, danach wieder Wolfhard von Rachenau, der 1421 die schlesischen Truppen gegen die Hussiten anführte.

## Gebiet der Herrschaft Karpenstein
Beim Verkauf an die Brüder Glubos werden 1346 folgende Ortschaften als zur Herrschaft Karpenstein gehörig erwähnt:
- Burg Karpenstein
- Vogtei Landeck
- Konradswalde (villis Conradswaldt; Conradswalde)
- Winkeldorf (Winklendorff; Winklersdorf)
- Altgersdorf (Gerarczdorff)
- Wolframsdorf (Wolffrannsdorff)
- Leuthen (Lutein; Luthin)
- Voigtsdorf (Viczdorff)
- Olbersdorf (Alberczdorff; Olberczdorf)
- Gompersdorf (Gumprechtsdorf)
- Schreckendorf (Schreckersdorff)
- Seitenberg (Seydenberch; Seydenbergh)
- Altmorau (Moraw)
- Lotheim (?)
- Crafczdorf (Graczdorff; Crafedorff; vermutlich ein untergegangenes Dorf, an dessen Stelle Kratzdorf/Karpenstein angelegt wurde.)

Weitere Orte der Herrschaft Karpenstein waren:
- Martinsberg (Mertetindorf)
- Schönau (Sonaw)
- Tolheim (vermutlich Thalheim)

## Distrikt Landeck
Nach der Zerstörung der Burg wurde die Herrschaft Karpenstein aufgelöst. Die zugehörigen Ortschaften fielen als Kammerdörfer an die Krone Böhmen. Nachfolgend nannte sich das Gebiet District Landeck, das gebietsmäßig in weiten Teilen den heutigen politischen Gemeinden Lądek-Zdrój (Bad Landeck) und Stronie Śląskie (Seitendorf) entsprach. Im 16. und Anfang des 17. Jahrhunderts wurden auf dem Gebiet die Kammerdörfer Karpenstein, Heidelberg, Bielendorf, Wilhelmsdorf, Johannesberg, Kamnitz, Klessengrund, Mühlbach, Neumohrau, Heudorf u. a. angelegt. 1684 verkaufte die Böhmische Kammer die Kammerdörfer des Distrikts Landeck an verschiedene Besitzer.